# Balneologie

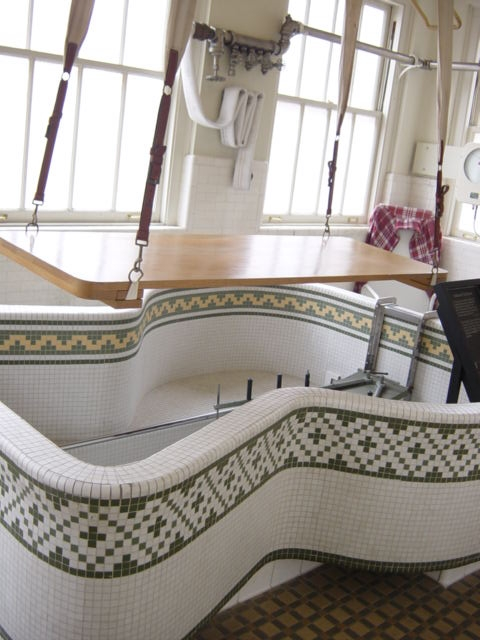
Een vlinderbad, gebruikt voor Balneologie in een kuuroord in Hot Springs, Arkansas

Balneologie (Latijn: balneo 1 = baden, balneum,-i n. Bad) is een tak van therapie die gebruikmaakt van baden voor verschillende behandelingen. Emil Osann verrichtte veel werk aan de wetenschappelijke basis van de therapie.
De baden die worden gebruikt kunnen zowel van natuurlijke als kunstmatige oorsprong zijn. Ze worden gebruikt om hun chemische en/of fysische eigenschappen. De baden worden vandaag de dag vooral in kuuroorden aangeboden.

## Baden
Enkele van de baden zijn:
- Vlinderbad: een bad in de vorm van een vlinder, waarin men armen en benen vrijuit kan bewegen, en waarbij de opwaartse druk en de weerstand van het water worden gebruikt om enerzijds bewegingen te vergemakkelijken en anderzijds spieren te trainen en de doorbloeding te bevorderen. Aan de smalle kanten kan de (fysio)therapeut dicht bij de te behandelen persoon staan.
- Modderbad: een bad dat is gevuld met een modderachtige substantie.
- Koolzuurbad: baden met koolstofdioxidehoudend water. Deze bevorderen de doorbloeding.
- Zuurstofbad: zuurstof wordt direct in het water toegevoegd.
- Zwavelbad: een bad gevuld met diwaterstofsulfidehoudend water. Werkt bij psoriasis en eczeem.
- Joodbad: een bad met jodidehoudend water. Jodide wordt door de huid geabsorbeerd.
- Inhalatiebad: een bad waarbij water van 37 graden wordt aangevuld met etherische oliën. Wordt ingezet bij mensen die last hebben van hun luchtwegen.
- Dennennaaldenbad: de aromatische oliën uit dennennaalden worden bij dit bad toegepast om onder andere slapeloosheid tegen te gaan.
- Stangerbad: hierbij wordt als behandeling een elektrische stroom door het water - en daarmee door de patiënt - gevoerd. Deze therapie zou helpen tegen spierproblemen en reuma.

## Balneotherapie
Een behandeling met thermaal water en mineraalrijke modder voor kuurbehandelingen, vaak gecombineerd met hydrotherapie, elektrotherapie en fysiotherapie.